# آپپر پوپلتون
آپپر پوپلتون (به انگلیسی: Upper Poppleton) یک روستا و محله مدنی در بریتانیا است که در شهر یورک واقع شده‌است. آپپر پوپلتون ۱٬۹۹۷ نفر جمعیت دارد.